# 安德烈婭·菲勒
安德烈婭·瑪麗·菲勒（英語：Andrea Marie Filler，1993年2月8日—）是一名出生於美國印第安納州的壘球選手，司職游擊手，目前效力於A1聯賽薩龍諾。她曾隨隊參加2015年、2019年、2021年歐洲女子壘球錦標賽，結果獲得金牌。

## 外部連結
- 安德烈婭·菲勒的X（前Twitter）
- 安德烈婭·菲勒的Instagram帳戶